# Франсуа-Ксав'є Дюмортьє
Франсуа-Ксав'є Дюмортьє (фр. François-Xavier Dumortier; нар. 4 листопада 1948, Левру) — французький римо-католицький священик, єзуїт, ректор Папського григоріанського університету (від 1 вересня 2010 до 1 вересня 2016).

## Життєпис
Франсуа-Ксав'є Дюмортьє народився 4 листопада 1948 року в Левру (Франція) і у віці 25 років вступив до Товариства Ісуса. У 1982 році отримав священиче рукоположення, а в 1990 році склав вічні обіти.
Упродовж двадцяти років Дюмортьє був професором філософії. Викладав, зокрема, у Центрі Севр — єзуїтському факультеті філософії і богослов'я у Франції. Він був ректором цього факультету з 1997 до 2003 року. Пізніше виконував обов'язки настоятеля французької провінції єзуїтів (2003—2009)
27 квітня 2010 року Папа Бенедикт XVI оголосив про призначення о. Франсуа-Ксав'є Дюмортьє ректором Папського григоріанського університету. Призначення набуло чинності 1 вересня 2010 року. Виконував цей обов'язок до 1 вересня 2016 року.

## Нагороди
- Кавалер ордена Почесного легіону (Франція, 1 січня 2014)